# الناس في كفر عسكر (مسلسل)
الناس في كفر عسكر مسلسل دراما مصري من تأليف أحمد الشيخ وإخراج نادر جلال.

## القصة
تدور أحداث المسلسل في كفر عسكر حيث تعيش عائلتين بينهما صراع كبير حول الأرض والأصل والجذور والسلطة، الأولى عائلة (عوف) والتي هي صاحبة الأرض والأصل، والعائلة الثانية هي عائلة (شلبي) والتي كانت تعمل كمرتزقة في البلد، وعن طريق أساليب غير قانونية تمكنوا من استغلال ضعف نفوس في الكفر، كما حاولوا أن يصنعوا لأنفسهم تاريخا في المدينة.

## طاقم العمل
- صلاح السعدني.[1]
- حنان شوقي
- فتحي عبد الوهاب
- دلال عبد العزيز
- منة فضالي
- ضيف الشرف سعد أردش
- توفيق عبد الحميد
- هالة فاخر
- فتوح أحمد
- جليله محمود
- عمرو عبد الجليل
- أحمد بدير
- بلال رضا